# ウクライナ勝利計画
2024年10月にウクライナの大統領ゼレンスキーはウクライナ勝利計画(ウクライナしょうりけいかく)を発表した。計画にはロシアとウクライナの紛争の解決策と将来の国家防衛保証の説明が含まれている。公式目標は「ロシアが和平を余儀なくされるような状況を変えること」である。

## 重要ポイント
1. NATOへの招待 北大西洋条約機構がウクライナを無条件で加盟交渉に招待することを示唆している。「NATO加盟は今すぐではなく将来の事案だと理解している。しかしプーチンロシア大統領に、地政学的計算の上から敗北に向かうという光景を見せられる」とゼレンスキーウクライナ大統領が述べた[3]。
2. ウクライナの防衛力強化 ロシア領土におけるウクライナの立場を強化する、ロシアからのさらなる攻撃を避けるためのことを示唆している[3]。
3. 対ロシア抑止 一層の軍備拡充や、防衛産業の基盤強化、防空能力向上、武器使用制限の撤廃、ロシア領内での軍事作戦継続などを示唆している[3]。
4. 資源開発協力 米国や欧州、その他同盟諸国とウクライナの天然資源開発・利用向けた共同投資の取り決めを結ぶことを示唆している[3]。
5. NATO強化への貢献 戦争終結後にウクライナ軍をNATOの安全保障強化に活用することを示唆している[3]。

別の3項目については非公表としていて、米国、英国、ドイツ、フランス、イタリアの首脳のみに共有していた。

## 影響
AP通信によると、ウクライナの野党議員は「パートナー国に対する願い事リストのようなものだ。現実味がない」と批判した。ドイツのショルツ首相は公共放送ZDFインタビューにて、「戦争中の国がNATO加盟国になることは絶対にあり得ない」と見解を示した。
フランスはこの勝利計画を支持すると述べた。